# Montagnac-sur-Lède
Montagnac-sur-Lède è un comune francese di 261 abitanti situato nel dipartimento del Lot e Garonna nella regione della Nuova Aquitania.

## Società

### Evoluzione demografica
Abitanti censiti